# 남평동초등학교
남평동초등학교는 대한민국 전라남도 나주시 남평읍 나주호로 843 (우산리)에 있었던 공립 초등학교이다.

## 연혁
- 1940년 4월 15일 남평공립심상소학교 부설 간이학교(설립인가 3월 1일)
- 1943년 3월 1일 남평동공립국민학교 개칭
- 1976년 3월 1일 문교부 지정 자활 급식 실험학교
- 1976년 4월 6일 급식소 신축(14평)
- 1987년 9월 24일 의식개혁 시범학교 선정
- 1996년 3월 1일 남평동초등학교로 개칭
- 1999년 9월 1일 남평초등학교로 통폐합